# Мождженець
Мождженець (хорв. Možđenec) — населений пункт у Хорватії, у Вараждинській жупанії у складі міста Новий Мароф.

## Населення
Населення за даними перепису 2011 року становило 677 осіб.
Динаміка чисельності населення поселення:

## Клімат
Середня річна температура становить 10,02 °C, середня максимальна – 23,95 °C, а середня мінімальна – -6,00 °C. Середня річна кількість опадів – 880 мм.
| Клімат поселення                              | Клімат поселення | Клімат поселення | Клімат поселення | Клімат поселення | Клімат поселення | Клімат поселення | Клімат поселення | Клімат поселення | Клімат поселення | Клімат поселення | Клімат поселення | Клімат поселення | Клімат поселення |
| Показник                                      | Січ.             | Лют.             | Бер.             | Квіт.            | Трав.            | Черв.            | Лип.             | Серп.            | Вер.             | Жовт.            | Лист.            | Груд.            |                  |
| Середній максимум, °C                         | 5,74             | 7,55             | 11,83            | 15,91            | 20,84            | 23,95            | 23,55            | 23,00            | 19,05            | 13,98            | 8,39             | 4,33             |                  |
| Середня температура, °C                       | −0,12            | 1,67             | 5,96             | 10,05            | 14,98            | 18,06            | 19,76            | 19,24            | 15,27            | 10,21            | 4,62             | 0,56             |                  |
| Середній мінімум, °C                          | −6               | −4,21            | 0,10             | 4,17             | 9,10             | 12,20            | 16,01            | 15,47            | 11,51            | 6,44             | 0,85             | −3,22            |                  |
| Норма опадів, мм                              | 45               | 46               | 57               | 69               | 75               | 101              | 87               | 89               | 84               | 83               | 82               | 62               |                  |
| Середньомісячна швидкість вітру, м/с          | 2.03             | 2.26             | 2.61             | 2.56             | 2.41             | 2.11             | 2.08             | 1.89             | 1.91             | 1.98             | 2.11             | 2.10             |                  |
| Середньомісячна сонячна радіація, кДж/м²·день | 4082             | 6824             | 10561            | 14882            | 19061            | 20853            | 21571            | 18813            | 13941            | 8716             | 4591             | 3300             |                  |
| --------------------------------------------- | ---------------- | ---------------- | ---------------- | ---------------- | ---------------- | ---------------- | ---------------- | ---------------- | ---------------- | ---------------- | ---------------- | ---------------- | ---------------- |
| Джерело:                                      |                  |                  |                  |                  |                  |                  |                  |                  |                  |                  |                  |                  |                  |